# Софія (Рачинська)

Ігуменя Софія (Рачинська)

Софія Рачинська - ігуменя Барського Свято-Покровського жіночого монастиря, автор цілого ряду акафістів чудтворним іконам та святим.

## Біографія
Ігуменя Софія Никанорівна (Рачинська) походила із дворянського роду, отримала гарну освіту та своє життя вирішила присвятити Богу. Її управління монастирем припала на буремні роки репресій, котрі розпочались після Жовтневої революції. Відомо, що у 1921 році з благословення єпископа Могилів-Подільського Лоллія (Юрьєвського) вона склала акафіст Барській іконі Божої Матері. 
Після закриття обителі 1920-х роках матінка разом із сестрами монастиря переселилась Кривохоженський монастир. За переданням 14 сестер зупинились біля Свят-Покровського храму села, збудованого приблизно іще в XVII столітті. Духівником сестер став ієромонах Ксенофонт (Горбатюк). Після закриття монастиря у 1929 році, черниці вирушили нижче по течії річки Жван і зупинились у Галайківському монастирі.
У 1931 році на прохання священика міської Барської Свято-Успенської церкви Михайла Мазура, ігумняменья Софія (Рачинська) склала акафіст Пресвятій Богородиці на честь чудотворних ікон, іменуємих Браїлово-Ченстоховська та Браїлово-Почаївська.
Разом із сестрами у Галайківцях жив ієромонах Агафодор (Шумлянський), котрий духовно окормляв монахинь. Матушка Софія у віршованій формі склала його біографію.
Похована ігуменя Софія на монастирському цвинтарі с.Галайківці.